# Brother (film 2022)
Brother è un film del 2022 scritto e diretto da Clement Virgo.
La pellicola è l'adattamento cinematografico dell'omonimo romanzo di David Chariandy. Agli Canadian Screen Awards il film ha ottenuto dodici riconoscimenti, tra cui per il miglior film.

## Produzione
Nel 2018 è stato annunciato che i diritti cinematografici del romanzo erano stati acquistati e le riprese sono ioniziate nell'autunno del 2021.

## Promozione
Una scena del film era stata pubblicata nel settembre 2022 in vista della prima della pellicola, mentre il primo trailer è stato pubblicato il 7 febbraio 2023.

## Distribuzione
Il film ha avuto la sua prima al Toronto International Film Festival il 9 settembre 2022.